# Эстляндская губерния
Эстля́ндская губе́рния (нем. Gouvernement Estland; эст. Eestimaa kubermang) — самая северная из трёх губерний Прибалтийского края Российской империи, тянулась полосой с востока на запад вдоль южного берега Финского залива и заканчивалась архипелагом. Современная Эстония была образована путём слияния территорий Эстляндской губернии и северной части Лифляндской губернии.

## История
По итогам Северной войны между Российской империей и Шведским королевством 30 августа (10 сентября) 1721 года был подписан Ништадтский мирный договор. Швеция признала присоединение к России Лифляндии, Эстляндии, Ингерманландии и части Карелии, а Россия обязалась выплатить Швеции компенсацию в 2 млн ефимков (1,3 млн рублей).
Таким образом, Шведская Ливония вошла в состав Российской империи. На её территории была образована Рижская губерния, позднее переименованная в Лифляндскую губернию. Указом царя Петра I от 29 мая (9 июня) 1719 года создана Ревельская губерния. Разделение на уезды (вначале названные дистриктами как при шведском правлении) губерния получила в 1745 году. Указом от 3 (14) июля 1783 года губерния была преобразована в Ревельское наместничество, а указом Павла I от 12 (23) декабря 1796 года — в Эстляндскую губернию.
Площадь губернии составляла 17 306,3 кв. вёрст (18 462,0 км²), население 471,4 тысяч человек. Включала в себя 4 дистрикта:
- Гарриенский дистрикт, позже Ревельский уезд;
- Викский дистрикт, позже Гапсальский уезд;
- Ервенский дистрикт, позже Вейсенштейнский уезд;
- Вирляндский дистрикт, позже Везенбергский уезд.

В соответствии с постановлением Временного правительства России от 30 марта (12 апреля) 1917 года «О временном устройстве административного управления и местного самоуправления Эстляндской губернии» в состав Эстляндской губернии отошли Верроский, Перновский, Феллинский, Юрьевский и Эзельский уезды Лифляндской губернии (в этих уездах преобладало эстонское население).
24 февраля 1918 года была провозглашена Эстонская Республика, де-юре признанная по Тартускому мирному договору между РСФСР и Эстонией.

## Географическое положение
Крайние точки Эстляндской губернии: на западе — мыс Дагерорт (Калана) на острове Даго (20°2' в. д.), на востоке — река Нарова (близ города Нарвы, 28°12' в. д.), на севере — скалистый мыс Стенскер на берегу Финского залива (59°49' с. ш.), на юге — остров Керксар у Перновского залива (58°19' с. ш.). На западе материковая часть Эстляндской губернии граничит c Балтийским морем (297 вёрст), на севере — Финским заливом (469 вёрст), на востоке — рекой Наровой, которой отделяется от Санкт-Петербургской губернии (75 вёрст), на юге — озером Чудским или Пейпусом и Лифляндской губернией (371 верста); более ²/3 пограничной линии приходится на долю водных (не считая островов) и около 1/3 — сухопутных границ. Морской берег в пределах Эстляндской губернии изрезан рядом заливов и бухт и богат полуостровами, на западе и северо-западе — окружён островами. Из заливов и бухт более значительные: в Балтийском море — Вердерская бухта, Матуальвик, Гапсальский залив (с городом Гапсалем); в Финском заливе — бухта Рогервик (с городом Балтийский Порт) глубока, поместительна и редко замерзает; Ревельская (город Ревель) — обширна, хорошо защищена, часто остаётся всю зиму свободной ото льда; Паппенвик (с гаванью Гарра), Монкевик (с пристанью Ерро), Каспервик, залив Кунда (гавань Порт-Кунда) и Нарвский, последний только западной своей частью (до устья Нарвы) принадлежит Эстляндской губернии. Островов вдоль материковой части губернии около 80, из них Даго (Дагден) в 843,7 кв. вёрст (отделяется от острова Эзеля Лифляндской губернии, проливом Зеелазунд, до 6 вёрст шириной), Вормс — 82,4 кв. версты (от острова Даго отделён проливом Харризунд, до 11 вёрст ширины), Кассар — 20,7 кв. вёрст, Большой Роге — 12,4 кв. версты, Малый Роге — 12,2 кв. версты, Норген — 11,0 кв. вёрст, затем 5 островов площадью более 2 кв. вёрст каждый, 5 — не менее 1 кв. версты, остальные же — менее 1 кв. версты каждый.

### Площадь
Площадь Эстляндской губернии заключает в себе 17 791,7 кв. вёрст (20 246,7 кв. км) или 1 853 183 десятины; из них 16 290,5 кв. вёрст составляют материковую часть, 1032,7 — острова и 468,5 кв. вёрст под водами причисленной к губернии части озера Чудского.
Уездов 4:
- Гарриенский или Ревельский (5043,3 кв. версты, в том числе под островами 53,4),
- Вирляндский или Везенбергский (5629 кв. вёрст),
- Йервенский или Вейсенштейнский (2522,9 кв. вёрст)
- Викский или Гапсальский (4128 кв. вёрст, из них 979,3 под островами).

### Поверхность
Поверхность материковой части Эстляндской губернии представляет собой плоскую возвышенность, сливающуюся на юге с возвышенностями соседней Лифляндской губернии и параллельными уступами спускающуюся на западе и севере к морю, образуя вдоль берега так называемый «глинт», а к востоку — к озеру Чудскому и реке Нарове. Водораздел бассейнов Финского залива с одной, Чудского озера и Рижского залива — с другой стороны проходит посередине губернии; узел его находится на Пантиферской террасе в приходах Клейн-Мариен и Симонис (400 футов, отдельные же холмы — гора Лукавого или Эббафермягги — достигают 479 футов); отсюда на запад отходит ветвь, образующая ещё две террасы, — в Сант-Иоганниском (240—300 футов) и в Раппельском и Йерденском приходах (240—250 футов). К востоку Пантиферская терраса понижается и переходит в низменность; на юго-востоке она соединяется с Лифляндскими возвышенностями, а на юго-западе, в южной части Гапсальского уезда, уступами спускается к морю. Северо-западная и средняя части Гапсальского уезда низменны и болотисты. Внутренняя часть Эстляндской губернии, благодаря углублениям, образованным руслами рек, большей частью болотиста и покрыта лесами; углубления эти окаймлены холмами, достигающими местами 350 футов (Пюхтица у местечка Иллук и у села Руйля). Самые высокие точки Эстляндской губернии находятся на юге близ лифляндской границы — около селения Салль в Сант-Симониском приходе — гора Эммомягги (Мать-гора) — 544 фута и в том же приходе овчарня Келлафер — 514 футов над уровнем моря. Острова Эстляндской губернии большей частью низменны и плоски; исключение составляют западная часть острова Даго (до 200 футов высоты), Вормс и некоторые мелкие острова, отчасти покрытые скалистыми холмами.

### Воды
Кроме моря и его частей, прилагаемых к Эстляндской губернии, о которых сказано выше, в пределах губернии расположено до 200 озёр и она орошается множеством рек. Из озёр одно Чудское (Пейпус) занимает обширную площадь, часть его, причисленная к Эстляндской губернии, равняется 468,5 кв. вёрст; остальные озёра все небольшие, из них более значительное Обер-зее, близ города Ревеля (5,5 кв. вёрст), 7 озёр имеют площадь от 1 до 3 кв. вёрст каждое; общая же площадь всех озёр губернии, исключая Чудское, равна 17,2 кв. вёрст. Большинство озёр расположено в северной части губернии среди болот, и берега их постепенно заболачиваются. Из рек, как судоходная, имеет значение только одна Нарова (длина 68 вёрст), исток Чудского озера, текущая по восточной границе губернии; остальные реки имеют лишь местное значение, как источник орошения и для доставления питьевой воды. Наиболее значительные по длине реки: Казаргенская река — на юго-западе, близ Лифляндской границы, впадает в Балтийское море (94 версты); Кегельская или Фальская (80 вёрст), Ягговальская (73 версты), Бригитовка (70 вёрст) — все притоки Финского залива; остальные реки губернии имеют менее чем 65 вёрст длины. Пересекая «глинт», реки, текущие на север, образуют водопады и пороги; из них более значительные: Нарвский или Иоала, близ города Нарва, на реке Нарове (высота 20 футов), Ягговальский (23 фута), Кегельский, близ замка Фалля (20 футов).

## Климат
Климат Эстляндской губернии более морской, не только во внутренних, но и в других двух прибалтийских губерниях, так как вся губерния находится недалеко от моря. Особенно морской климат имеют западное побережье и остров Даго, куда прямо доходят ветра с незамерзающей и зимой средней части Балтийского моря. Вследствие этих причин средняя температура года, а особенно осени и зимы, в этой губернии выше, чем в местностях под той же широтой, но лежащих далее от моря, а весна и лето, особенно месяцы с апреля по июль, в Эстляндской губернии холоднее. Соседство моря имеет влияние на осадки в том смысле, что их сравнительно больше осенью и сравнительно меньше с мая по июль, чем в соседних губерниях к югу и востоку от Эстляндской губернии. Благодаря густой дождемерной сети Лифляндского экономического общества, в которую входят губернии Лифляндская и Эстляндская, это различие видно ясно. Болота в Эстляндской губернии несомненно понижают температуру летних месяцев и увеличивают опасность ночных морозов.

## Население
Первая перепись населения Эстляндской губернии произведена в конце 1881 г., тогда в ней оказалось 376 337 душ обоего пола; по переписи в начале 1897 г. — 433 724; за 15 лет население возросло на 37 387 душ, что составляет 0,7 % фактического прироста населения в год. Городское население в 1881 г. состояло из 59 814 душ, в 1897 г. — из 76 315 душ; оно возросло на 16 501 человека, или почти по 2 % в год, тогда как сельское население увеличилось на 20 886 человек, или по 0,4 % в год.
По данным 1897 г., на 1 кв. версту в Эстляндской губернии приходится 23,3 жителя. В соседних с Эстляндской губерниях на 1 кв. версту приходится в Санкт-Петербургской — 53,7, в Лифляндской — 32,5 жителей; такая громадная разница происходит от присутствия в последних крупных городов — Санкт-Петербурга и Риги. Если исключить из расчета вышеупомянутые города, кроме того — Кронштадт в Санкт-Петербургской, Юрьев в Лифляндской и Ревель в Эстляндской губернии, то различие сильно сгладится и получится на 1 кв. версту в Эстляндской губернии — 19,7, в Лифляндской — 24,3, в Санкт-Петербургской — 16,6 жителей. Из уездов Эстляндской губернии гуще всего населен Ревельский (Гарриенский) — 31,4 жителя на 1 кв. версту, что происходит от нахождения в нём самого крупного в губернии городского центра — Ревеля (64 578 жителей); при исключении его из расчёта густота населения в означенном уезде понизится до 18,4 жителей, и он приблизится в этом отношении к остальным, довольно равномерно заселённым уездам губернии. Острова, причисленные к губернии, частью совершенно не заселены; на острове Даго — до 14 тыс. душ (около 16 жителей на 1 кв. версту), на Вормсе — 2100 человек (25 жителей на 1 кв. версту).
Городов в Эстляндской губернии 5: Ревель (64,5 тыс. жителей), Везенберг (5,5 тыс.), Гапсаль (3 тыс.), Вейсенштейн (2,5 тыс.) и безуездный Балтийский Порт (менее 1 тыс. жителей). Местечек 5, из них значительное Кренгольм (близ города Нарва Везенбергского уезда), с громадной мануфактурой и 8 тыс. жителей. Населённых пунктов свыше 15000 — почти все отдельно стоящие усадьбы, мызы и фольварки; селений, состоящих из многочисленных дворов, в Эстляндской губернии почти нет. В окрестностях Ревеля и близ Усть-Наровы за последние годы возникли крупные дачные посёлки и курорты — Екатериненталь, Гунгербург, Мерикюль и др., не имеющие постоянного населения и оживляющиеся только летом.

### Религия
За неимением разработанных данных по переписи 1897 г. религиозный состав населения определяется по данным переписи 1881 г.:
- протестанты составляют 94,3 % всего населения, Протестанты почти все лютеране; англикан было всего 158 человек, реформатов — 128, др. сект — по несколько человек.
- православные — 4,9 %, Православное население наполовину (около 9000) живёт в городе Ревеле, до 7000 — в восточной части Везенбергского уезда, по берегам Чудского озера и до 2000 — в Кренгольме; раскольников было 204 человека, почти все — по берегу Чудского озера.
- иудеи — 0,4 %,
- римско-католики — 0,3 %,
- лица других исповеданий — 0,1 %.

По родному языку население распределяется так: эстонцы 74,1 %, немцы — 14,8 %, русские — 4,1 %, шведы — 1,4 %, евреи — 0,4 %, говорящие на других наречиях — 0,2 %. Эстонцы (коренное население) составляли 56 % городского и 94 % сельского населения; 71 % немцев живёт в городах, где они составляют 26 % всего населения; русские — в Ревеле и в восточной части губернии; шведы главным образом (80 %) живут в Гапсальском уезде, составляя почти целиком население островов Вормса (ныне Вормси) и др.
На 100 женщин приходится в Эстляндской губернии 96 мужчин, в городах — 108, в уездах — 94, в городе Ревеле — 110. Распределения населения по сословиям и занятиям перепись 1881 г. не даёт. Выселение из Эстляндской губернии заметно за последнее время; безземельные эсты массами переселяются в ближайшие великорусские губернии — Санкт-Петербургскую, Псковскую, Новгородскую и Тверскую; цифровых данных об этом движении не имеется. К концу 1902 г., по административным данным, в Эстляндской губернии было 440 694 жителя (217 095 мужчин и 223 599 женщин) из них в городах — 80 607, в городе Ревеле — 68 045.
Национальный состав в 1897 году:
| Уезд             | эстонцы | русские | немцы | шведы |
| ---------------- | ------- | ------- | ----- | ----- |
| Губерния в целом | 88,7 %  | 5,0 %   | 3,9 % | 1,4 % |
| Везенбергский    | 90,3 %  | 7,2 %   | 1,9 % | …     |
| Вейсенштейнский  | 96,8 %  | …       | 2,2 % | …     |
| Гапсальский      | 92,2 %  | …       | 1,2 % | 5,6 % |
| Ревельский       | 82,9 %  | 6,8 %   | 7,3 % | …     |

### Дворянские роды
- Врангели
- Глазенапы
- Дельвиги
- Зальца
- Икскюли
- Икскуль-Гильденбандты
- Кнорринг
- Корфы
- Коцебу
- Крузенштерны
- Лилиенфельды
- Майдели
- Мейендорфы
- Минихи
- Нироды
- Палены
- Ренненкампфы
- Рихтеры
- Розены
- Сиверсы
- Стенбок
- Таубе
- Тизенгаузены
- Ферзен

## Административное деление
| № | Уезд            | Уездный город | Герб уездного города | Площадь, кв.вёрст | Население (1897), тыс.чел. |
| - | --------------- | ------------- | -------------------- | ----------------- | -------------------------- |
| 1 | Везенбергский   | Везенберг     |                      | 6 097,5           | 120 230                    |
| 2 | Вейсенштейнский | Вейсенштейн   |                      | 2 522,9           | 52 673                     |
| 3 | Гапсальский     | Гапсаль       |                      | 4 128,0           | 82 077                     |
| 4 | Ревельский      | Ревель        |                      | 5 043,3           | 157 736                    |

### Заштатный город
| Город           | Население (1897) | Входит в        | Герб |
| --------------- | ---------------- | --------------- | ---- |
| Балтийский Порт | 1268 чел.        | Ревельский уезд |      |

Представительные органы волостей — волостные сходы (gemeindeversammlung), состоявшие из всех налогоплательщиков волости, или сходы выборных, избиравшиеся налогоплательщиками волости, исполнительные органы волостей — волостные старшины.
После Февральской революции на основании постановления Временного правительства России от 30 марта 1917 года «О временном устройстве административного управления и местного самоуправления Эстляндской губернии» в состав Эстляндской губернии были включены пять северных уездов Лифляндской губернии с эстонским населением: Юрьевский, Перновский, Феллинский, Верроский и Эзельский уезды, а также населённые эстонцами волости Валкского уезда. Точная новая граница между Эстляндской и Лифляндской губерниями так и не была установлена.

## Руководство губернии
Эстляндская губерния управлялась губернатором, назначавшимся императором. Представительный орган местного самоуправления — ландтаг, председатель которого назывался ландмаршалом, исполнительный орган — ландратская коллегия, состоявшая из 12 ландратов, избиравшихся пожизненно.

### Губернаторы
| Ф. И. О.                                      | Титул, чин, звание                                             | Время замещения должности |
| --------------------------------------------- | -------------------------------------------------------------- | ------------------------- |
| Лангель Андрей Андреевич                      | тайный советник                                                | 25.01.1797—14.06.1808     |
| Икскуль Бернгард Иванович                     | барон, тайный советник                                         | 27.06.1808—03.08.1818     |
| Будберг Богдан Васильевич                     | барон, в звании камергера                                      | 23.12.1818—27.07.1832     |
| Эссен Отто Васильевич                         | действительный статский советник                               | 20.09.1832—27.10.1833     |
| Бенкендорф Павел Ермолаевич                   | статский советник (действительный статский советник)           | 27.10.1833—02.12.1841     |
| Грюневальдт Иван Егорович                     | действительный статский советник (тайный советник)             | 02.01.1842—21.12.1858     |
| Ульрих Василий Корнилович                     | генерал-майор, и. д. (утверждён 23.06.1859, генерал-лейтенант) | 27.12.1858—10.10.1868     |
| Галкин-Враской Михаил Николаевич              | действительный статский советник                               | 11.10.1868—25.09.1870     |
| Шаховской-Глебов-Стрешнев Михаил Валентинович | князь, Свиты Его Величества генерал-майор                      | 26.09.1870—11.03.1875     |
| Поливанов Виктор Петрович                     | действительный статский советник                               | 14.03.1875—04.04.1885     |
| Шаховской Сергей Владимирович                 | князь, тайный советник                                         | 04.04.1885—12.10.1894     |
| Скалон Евстафий Николаевич                    | тайный советник                                                | 25.10.1894—20.06.1902     |
| Бельгард Алексей Валерианович                 | в звании камергера, статский советник, и. д.                   | 06.07.1902—04.03.1905     |
| Лопухин Алексей Александрович                 | действительный статский советник                               | 04.03.1905—ноябрь 1905    |
| Бюнтинг Николай Георгиевич                    |                                                                | ноябрь 1905—январь 1906   |
| Башилов Пётр Петрович                         | действительный статский советник                               | 21.01.1906—11.07.1907     |
| Коростовец Измаил Владимирович                | полковник (генерал-майор)                                      | 11.07.1907—1915           |
| Верёвкин Пётр Владимирович                    | действительный статский советник                               | 1915—08.06.1917           |

### Вице-губернаторы
| Ф. И. О.                                | Титул, чин, звание                                                       | Время замещения должности |
| --------------------------------------- | ------------------------------------------------------------------------ | ------------------------- |
| Голицын Михаил Николаевич               | князь, статский советник                                                 | 30.01.1797—30.05.1797     |
| Глинка Дмитрий Фёдорович                | действительный статский советник                                         | 30.05.1797—10.09.1797     |
| Радинг Герман Иванович                  | действительный статский советник                                         | 11.09.1797—06.01.1809     |
| Зальц Александр Иванович                | барон, действительный статский советник                                  | 06.01.1809—17.02.1816     |
| Левенштерн Лев Павлович                 | действительный статский советник                                         | 17.02.1816—20.03.1842     |
| Беллау Карл Андреевич                   | действительный статский советник                                         | 20.03.1842—11.07.1852     |
| Розен Роман Романович                   | барон, статский советник (действительный статский советник)              | 20.07.1852—12.12.1858     |
| Раден Владимир Фёдорович                | барон, статский советник                                                 | 12.12.1858—27.12.1868     |
| Поливанов Виктор Петрович               | коллежский советник (действительный статский советник)                   | 01.01.1869—14.03.1875     |
| Манжос Александр Алексеевич             | в звании камергера, статский советник (действительный статский советник) | 11.04.1875—28.03.1885     |
| Тилло Адольф Андреевич                  | коллежский советник                                                      | 28.03.1885—19.12.1885     |
| Василевский Алексей Петрович            | действительный статский советник                                         | 19.12.1885—04.04.1891     |
| Чайковский Анатолий Ильич               | действительный статский советник                                         | 04.04.1891—06.06.1892     |
| Дирин Сократ Николаевич                 | действительный статский советник                                         | 08.06.1892—13.04.1903     |
| Гирс Александр Николаевич               | коллежский советник                                                      | 13.04.1903—12.08.1906     |
| Гирс Алексей Фёдорович                  | коллежский советник                                                      | 12.08.1906—18.05.1908     |
| Ширинский-Шихматов Андрей Александрович | князь, коллежский асессор                                                | 18.05.1908—22.03.1910     |
| Евреинов Александр Александрович        | статский советник (действительный статский советник)                     | 22.03.1910—29.11.1914     |
| Шидловский Сергей Алексеевич            | действительный статский советник                                         | 29.11.1914—1917           |

### Губернские предводители дворянства
| Портрет | Ф. И. О.                                   | Титул, чин, звание                                                                 | Время замещения должности |
| ------- | ------------------------------------------ | ---------------------------------------------------------------------------------- | ------------------------- |
|         | Таубе Фромгольд Иоганович                  | барон, капитан                                                                     | 21.03.1710—01.02.1711     |
|         | Врангель Беренд Иоганович                  | подполковник                                                                       | 01.02.1711—12.02.1713     |
|         | Шульман Беренд Иоганович                   | майор                                                                              | 12.02.1713—08.02.1715     |
|         | Розен Эрих-Дитрих                          | капитан                                                                            | 08.02.1715—07.01.1720     |
|         | Ферзен Ганс-Генрих                         |                                                                                    | 07.01.1720—06.02.1721     |
|         | Ребиндер Густав Магнус                     | барон, ротмистр                                                                    | 06.02.1721—06.02.1724     |
|         | Тизенгаузен Яков-Иоган                     | барон, подполковник                                                                | 06.02.1724—09.01.1725     |
|         | Ульрих Яков-Генрих                         |                                                                                    | 09.01.1725—05.01.1728     |
|         | Тизенгаузен Ганс-Генрих                    | барон, подполковник                                                                | 05.01.1728—21.01.1731     |
|         | Ребиндер Отгон-Генрих                      | барон, ротмистр                                                                    | 21.01.1731—21.01.1734     |
|         | Левей Густав-Рейнгольд                     | барон, капитан                                                                     | 21.01.1734—13.01.1737     |
|         | Курсель Христофор-Энгельбрехт              | капитан                                                                            | 13.01.1737—11.01.1740     |
|         | Штакельберг Адам-Фридрих                   | барон                                                                              | 11.01.1740—10.06.1741     |
|         | Тизенгаузен Беренд-Генрих                  | барон, капитан                                                                     | 10.06.1741—25.01.1744     |
|         | Нирот Магнус-Вильгельм                     |                                                                                    | 25.01.1744—14.01.1750     |
|         | Штакельберг Отгон-Магнус                   | генерал Голштинской службы                                                         | 14.01.1750—04.02.1753     |
|         | Ульрих Фридрих-Иоган                       |                                                                                    | 04.02.1753—15.03.1770     |
|         | Ульрих Густав                              | капитан, и. д.                                                                     | 15.03.1770—13.03.1771     |
|         | Сталь фон Гольштейн Фабиан-Эрнст           |                                                                                    | 13.03.1771—13.03.1772     |
|         | Тизенгаузен Беренд-Генрих                  | граф, и. д.                                                                        | 14.03.1772—25.01.1774     |
|         | Фок Эрнст-Иоган                            |                                                                                    | 25.01.1774—25.01.1777     |
|         | Будберг Отгон-Вильгельм                    | барон, действительный статский советник                                            | 25.01.1777—27.01.1780     |
|         | Энгельгардт Густав-Фридрих                 | майор                                                                              | 27.01.1780—24.01.1783     |
|         | Курсель Мориц-Энгельбрехт                  |                                                                                    | 24.01.1783—05.12.1786     |
|         | Бреверн Иоган                              |                                                                                    | 05.12.1786—01.12.1789     |
|         | Левенштерн Герман Людвигович               |                                                                                    | 01.12.1789—01.12.1792     |
|         | Паткуль Яков-Иоган                         |                                                                                    | 01.12.1792—03.12.1795     |
|         | Зальц Александр Филиппович                 | барон, статский советник                                                           | 03.12.1795—08.02.1800     |
|         | Берг Яков Георгиевич                       | коллежский асессор                                                                 | 08.02.1800—05.02.1803     |
|         | Густав Генрих фон Веттер-Розенталь         | майор Соединённых Штатов Северной Америки                                          | 05.02.1803—10.02.1806     |
|         | Икскуль Бернгард Иоганович                 | барон, действительный статский советник                                            | 10.02.1806—01.02.1809     |
|         | Штакельберг Отто-Густав                    |                                                                                    | 01.02.1809—28.06.1811     |
|         | Берг Яков Георгиевич                       | статский советник                                                                  | 28.06.1811—11.02.1815     |
|         | Тизенгаузен Павел                          | граф, генерал-майор                                                                | 11.02.1815—24.04.1815     |
|         | Берг Яков Георгиевич                       | и. д., статский советник                                                           | 24.04.1815—21.06.1815     |
|         | Вир Магнус                                 |                                                                                    | 21.06.1815—04.02.1818     |
|         | Розен Отто Фёдорович                       | барон, статский советник                                                           | 04.02.1818—12.02.1824     |
|         | Бенкендорф Павел Ермолаевич                | гвардии поручик                                                                    | 12.02.1824—22.02.1827     |
|         | Лилиенфельд Георгий Александрович          |                                                                                    | 22.02.1827—04.02.1830     |
|         | Грюневальдт Иван Егорович                  |                                                                                    | 04.02.1830—04.02.1836     |
|         | Паткуль Рудольф Яковлевич                  |                                                                                    | 04.02.1836—16.01.1842     |
|         | Лилиенфельд Отто Георгиевич                |                                                                                    | 16.01.1842—16.01.1845     |
|         | Эссен Максим Антонович                     | в звании камергера, действительный статский советник                               | 16.01.1845—14.01.1848     |
|         | Энгельгардт Мориц Евстафьевич              |                                                                                    | 14.01.1848—16.01.1851     |
|         | Бенкендорф Ермолай Павлович                | гвардии штабс-ротмистр                                                             | 16.01.1851—19.01.1854     |
|         | Унгерн-Штернберг Константин Константинович | барон, в звании камергера                                                          | 19.01.1854—15.01.1857     |
|         | Кейзерлинг Александр Андреевич             | граф, в звании камергера, действительный статский советник                         | 15.01.1857—11.12.1862     |
|         | Пален Александр Александрович              | барон, в звании камергера, действительный статский советник                        | 11.12.1862—11.12.1868     |
|         | Деллинсгаузен Николаус                     | барон, гвардии поручик                                                             | 11.12.1868—01.10.1869     |
|         | Унгерн-Штернберг Карл Густав               | барон, в звании камергера, статский советник                                       | 01.10.1869—09.12.1871     |
|         | Майдель Эдуард Антонович                   | барон, в звании камергера, статский советник (действительный статский советник)    | 11.12.1871—16.01.1878     |
|         | Ребиндер Рейнольд Фабиан                   | граф                                                                               | 16.01.1878—16.01.1881     |
|         | Врангель Василий Фердинандович             | барон, статский советник                                                           | 16.01.1881—16.01.1884     |
|         | Тизенгаузен Вольдемар Пауль                | граф                                                                               | 16.01.1884—10.12.1886     |
|         | Энгельгардт Георгий Мориц                  | барон                                                                              | 10.12.1886—10.11.1889     |
|         | Майдель Эдуард Антонович                   | барон, в звании камергера, статский советник                                       | 28.11.1889—16.12.1892     |
|         | Грюневальдт Иоганн Георг Эрнст             | и. д.                                                                              | 16.12.1892—20.01.1895     |
|         | Будберг Оттон Романович                    | барон, в звании камергера, действительный статский советник                        | 20.01.1895—22.01.1902     |
|         | Деллингсгаузен Эдуард Николаевич           | барон, в звании камер-юнкера, статский советник (действительный статский советник) | 22.01.1902—1917           |

## Суд и полиция
Высшая судебная инстанция — Верхний земский суд (Oberlandgericht), суды апелляционной инстанции — земские суды (Landgericht) и маннгерихты (Manngericht), суды первой инстанции для дворянства — хагенгерихты (Hakengericht), суды первой инстанции для крестьянства — районные суды (Kreisgericht), низшее звено судебной инстанции — приходские суды (Kirchspielgericht).

## Землевладение
В Эстляндской губернии, как и в других Прибалтийского края, среди частновладельческих имений много майоратных или фидеикомиссных владений, почти совершенно не допускающих продажу земель; существовавшее некогда ограничение, в силу которого покупщиками дворянских имений могли быть одни местные дворяне, хотя формально и отменено, но, в силу традиций, довольно крепко держится, и число землевладельцев недворян незначительно. Крестьянское землевладение образовалось в Эстляндской губернии согласно закону 1863 г., которым был открыт доступ к приобретению крестьянами (в некоторых случаях — и лицами других сословий) в собственность отведённых в их пользование усадеб (крестьянский двор с принадлежащими к нему угодьями) в дворянских и др. имениях. С 1863 г. крестьянское землевладение стало быстро расти путём покупок при содействии кредитных учреждений. Общий характер крестьянского владения — подворный. В 1887 г. в Эстляндской губернии было учтено земли: частных владельцев — 925 539 десятин (в том числе 875 100 десятин, или 95 % — дворянской), крестьян — 682 465, казны — 3448, церкви — 18 979, городов — 11 574, различных учреждений — 3036, всего 1 645 041 десятина. Среднее дворянское владение равно 1768 десятин, среднее крестьянское — 38 десятин. Покупали крестьяне свои земли от 49 (в 1877 г.) до 70 (1883 г.) и 75 (1887 г.) руб. за 1 десятину. К 1 января 1902 г. в Эстляндской губернии было заложено в ипотечных учреждениях 9031 имение площадью в 1 398 312 десятин; долга на них числилось 18 579 491 руб. или 13 руб. 29 коп. на 1 десятину. Несмотря на значительность заложенной площади (около 85 %), задолженность невелика при сравнении с продажными и арендными ценами на землю. За исключением 1 имения в 7643 десятины, заложенного в дворянском банке, и 10 имений в 1252 десятины — в крестьянском банке, все остальные земли находятся в залоге Эстляндской дворянского земельного кредитного общества.

### Земледелие
Из 1 645 041 десятины учтённой в 1887 г. земли было: пахотной — 300 895, под усадьбами, огородами и садами — 11 808, сенокосной — 454 282 (из них заливной — 10 983), пастбищной — 300 835, лесной — 326 506 (из них леса строевого — 76 846, дровяного — 193 630, того и другого вместе — 1092, зарослей — 54 938), остальной удобной — 6315, неудобной — 244 400 десятин. Часть болот эксплуатируется как покос, моховые же болота (Hochmoore, по-эстонски Rabba), в которых слой мха достигает 20 футов, непроходимы, иногда даже и зимой, так как не замерзают. Частновладельческие или «мызные» земли (Hofsland) более обеспечены лесами, чем крестьянские (Bauerland): в первых леса составляют 32 % (90 % общей площади лесов губернии), а на крестьянских землях — около 4 % владения и около 8 % всех лесов; остальные 2 % лесной площади принадлежат казне и другим владельцам. Половина лесов (51 %) находится в Везенбергском уезде; всего менее (12 %) их в Вейсенштейнском уезде. В последнее время лесное хозяйство повсюду в губернии ведётся правильно. Аренда земли развита: в 1887 г. было сдано частными владельцами (исключительно крестьянам) 5303 участка в 206 735 десятин. Культура высокая; плуговая распашка и усовершенствованные орудия употребляются повсюду. Севооборот многопольный. В 1902 г. было засеяно: озимой пшеницей — 2069 десятин, рожью — 59 091, яровой пшеницей — 583, овсом — 39183, ячменём — 41 002, картофелем — 40 078, стручковыми растениями — 4138 и льном — 2870 десятин. Эстляндская губерния выделяется среди всех губерний России размерами культуры картофеля. Из трав сеют главным образом клевер и вику (в чистом виде и с овсом). Урожай (средний за 10 лет, 1891—1902): ржи — сам-6, озимой пшеницы — сам-6,2, овса — сам-5,5, ячменя — сам-5,3, картофеля — сам-4,0. Более совершенная обработка и удобрение мызных земель влияют на повышение (приблизительно на 10 %) урожайности на них сравнительно с землями крестьянскими. Сбор в год среднего урожая: ржи около 430 тыс. четвертей, пшеницы — 20 тыс. четвертей, овса — 375 тыс. четвертей, ячменя — 315 тыс. четвертей, картофеля — 3480 тыс. четвертей. Хлеб и картофель идут исключительно на местное потребление и на переработку на местных винокуренных заводах. Мельниц, перемалывающих весь местный хлеб, в 1902 г. в Эстляндской губернии было 1566, из них ветряных — 1274 (в Гапсальском уезде — 745), водяных — 256, паровых — 35, электрическая — 1 (в городе Ревеле).
Скотоводство развито; в 1902 г. было лошадей — 72793, рогатого скота — 195110 голов, овец простых — 156482, тонкорунных — 40599, свиней — 79730; около 80 % всего количества скота — у крестьян. Первое место по скотоводству занимает Ревельский уезд. Из продуктов скотоводства сбываются: мясо («ливонское»), масло и сыр — главным образом в Петербург, Ревель, Нарву, Юрьев (Дерпт) и частью за границу (в Англию и Данию). Выделка местных кож в селе Сыренце Везенбергского уезда (на 50 тыс. руб. в год). В имении Ундель (Везенбергского уезда) — куроводство, дающее до 6000 руб. в год. Садоводством и огородничеством занимаются на мызах и в пригородных местностях, но садоводство, вследствие климатических условий, развито слабо.
Хотя сельское хозяйство и составляет основу и главное занятие населения Эстляндской губернии, но благодаря выгодному её географическому положению и промысловая жизнь в ней развита. Кроме разработки минеральных богатств (торфа и строительных материалов), почти все приморское (негородское) население занято рыболовством. В море ловятся главным образом килька (составляющая важную статью отпускной торговли города Ревеля), салака, лососи, навага, камбала и др. Право рыбной ловли у морских берегов принадлежит почти исключительно частным владельцам, которые обыкновенно сдают ловли жителям приморских деревень за невысокую арендную плату. Городское население Ревеля в значительной степени занято погрузкой и разгрузкой судов. Отхожие промыслы не развиты. Ремёсла распространены в городах, в уездах же ими занимаются в свободное время, особенно зимой, исключительно для нужд местного населения. В 1902 г. ремесленников в Эстляндской губернии было 16966, из них в городах — 10 272 (в Ревеле — 9322). Более всего производящих одежду (портных, сапожников и др.) — около 3000, затем кузнецов, плотников и др. Фабрик и заводов в 1902 г. в Эстляндской губернии было 564, с 16926 рабочими и производством на 40 655 471 руб. По стоимости производства более значительные:
Сумма производства остальных видов промышленности не превышает 310 тыс. руб. каждое. Наиболее крупные фабрично-заводские местности — город Ревель, с 97 фабриками и заводами, 7422 рабочими и производством на 20 700 тыс. руб., затем уезды Везенбергский, со 152 фабриками и заводами, 7198 рабочими и производством на 14 304 тыс. руб. (Кренгольмская мануфактура с 5705 рабочими и производством на 12 250 тыс. руб., основанная в 1857 г., и 61 винокуренный завод) и Ревельский — 110 фабрик и заводов, с 789 рабочими, производство на 2717 тыс. руб. (главным образом винокурение); в Гапсальском уезде, на острове Даго — суконная фабрика. Винокуренные заводы все паровые; спирт курится главным образом из картофеля; в 1902 г. выкурено 184 371 132 °.

## Торговля
Приморское положение Эстляндской губернии способствует развитию в ней торговли, особенно внешней. В 1902 г. выдано было 7131 свидетельство на право торговли и промыслов. По многочисленности и разнообразию торговых заведений первое место занимает город Ревель. Внутреннюю торговлю много оживляют ярмарки, которых во всей губернии в 1902 г. было 70—16 в городах и 54 в селениях. Оборот ярмарок (исключая 4 в городе Ревеле, о которых сведений нет) равнялся 710 тыс. руб. Во внутренние губернии из Эстляндской губернии вывозится много спирта: в 1900 г. — 167 млн градусов, в 1901 г. — 200 млн, в 1902 г. — 174 млн. Внешняя торговля сосредоточена главным образом в городе Ревеле, имеющем обширный, защищённый и ненадолго замерзающий, а иногда и вовсе не замерзающий рейд. В среднем навигация прекращается на 2 месяца, а в последние годы, благодаря ледоколам, почти совершенно не прерывается. Другие гавани — Балтийский Порт (редко замерзающий), Гапсаль, Кертель (на острове Даго), Кунда (Везенбергского уезда) и Вердер (Гапсальского уезда). Кунгербургъ, расположенная в пределах Эстляндской губернии, обслуживает город Нарву (Санкт-Петербургской губернии). Высшей напряженности торговля города Ревеля достигает зимой, когда замерзает Петербургский рейд. В 1902 г. в Ревель привезено из-за границы товаров на 45 327 293 руб., причём взыскано пошлины 16 885 804 руб., вывезено — на 21 754 613 руб. Всего значительнее привоз из Германии (на 21 млн руб.), Англии (19 млн руб.), Дании (4 млн руб.); вывоз — в Англию (на 8 млн руб.), Данию (7 млн руб.), Францию (свыше 2 млн руб.), Германию (около 2 млн руб.), Голландию (1,5 млн руб.); остальные страны как по привозу, так и вывозу не превышают 1 млн руб. каждая. В 1902 г. в Ревельский порт прибыло 2203 судна в 563 091 тонну, ушло 2197 судов в 559 210 тонн; из ушедших судов было 1009 паровых и 1188 парусных, 1793 под русским и 404 под иностранным флагом (более всего немецких, английских и датских). Средняя вместимость русских судов равна 153 тоннам, иностранных (большей частью пароходов) — 703 тоннам (английских — 929 тоннам). По размерам иностранного судоходства Ревель занимает 8-е место среди портовых городов России.

### Кредитные учреждения
Кредитные учреждения, за исключением 3 ссудо-сберегательных касс, все сосредоточены в Ревеле: отделение государственного банка, 2 общественных и 2 частных банка, 2 банкирские конторы и Эстляндское дворянское земское кредитное общество. Ссудо-сберегательных касс 4.

## Средства сообщения
Железная дорога пересекает Эстляндскую губернию от города Нарвы до Балтийского Порта, на протяжении 242 вёрст; кроме того, от станции Тапс идёт дорога на Ригу, а от Ревеля — на Мейзекюль (Лифляндской губернии), с веткой к городу Вейсенштейну; длина всех железных дорог в пределах Эстляндской губернии 398 вёрст. Железнодорожных станций 32; грузов с них отправлено (в 1901 г.) 21 120 тыс. пудов, получено — 27 348 тыс. пудов; 70 % всего грузового движения падает на станцию Ревель; на станцию Везенберг — 2801 тыс. пудов. Почтово-телеграфных контор (1902 г.) 7, почтовая контора — 1, почтово-телеграфных отделений — 8, почтовых — 5. Телефон — в Ревеле и Кренгольме.

## Постройки
Постройки (1902 г.). В городах, за исключением церквей, 11222 здания, из них каменных — 2078, полукаменных — 289, деревянных — 6895; в городе Ревеле 74 % всех зданий. В уездах около 46 000 построек, в том числе 89 % деревянных. Богослужебных зданий 237: каменных — 147, деревянных — 90. Храмов православных — 67, протестантских — 156, баптистских — 10, римско-католических — 2, синагоги — 2. В городе Ревеле и в Кренгольме постоянные пожарные команды, кроме того, в Ревеле вольное пожарное общество; в остальных городах и во многих селениях действуют 20 вольных пожарных обществ, хорошо снабжённых огнетушительными инструментами. 5 страховых обществ, губернское взаимное страхование (для крестьянских построек) и 53 сельских общества взаимного вспоможения при пожарных случаях.

## Медицина
Медицина (1902 г.): больниц 18, из них в городах 7, на 356 кроватей (в Ревеле 4, на 303 кровати), в уездах 11, на 310 кроватей; из последних 1 больница в Кренгольме, на 240 кроватей. Врачей 80 (в Ревеле — 47), дантистов — 9, фельдшеров — 23, повивальных бабок — 43; из врачебного персонала 49 состоят на государственной службе, остальные вольнопрактикующие. Больных зарегистрировано 70397, в том числе 4633 пользовались в больницах. Ветеринарных врачей 10, фельдшеров 5. Аптек 40, из них 12 в городах (в Ревеле 8).

## Призрение
Кроме богадельни Приказа общественного призрения в Ревеле на 210 человек (65 мужчин и 145 женщин), много частных благотворительных обществ и учреждений; из них некоторые в Ревеле существуют с древних времён (касса Шварценгейптеров — с 1400 г., об Иоганновской богадельне упоминается в 1237 г.). Кроме небольших попечительств, существующих при каждом лютеранском приходе, 69 благотворительных учреждений (43 в Ревеле); большинство их существовало на основании древних грамот и только в последнее время получили уставы. Дела свои эти учреждения ведут широко. Нищенства в Эстляндской губернии почти не существует.

## Народное образование
К концу 1902 г. в Эстляндской губернии правительственных и частных учебных заведений было 664, с 28 464 учащимися (15 846 мальчиков и 12 618 девочек). Средних учебных заведений 4 (все в Ревеле): гимназий мужских 2, с 703 учениками, женская 1, с 313 ученицами, 1 реальное училище, с 354 учащимися. Специальных учебных заведений 4: мореходные классы в Балтийском Порте и деревне Каспервик (71 учащийся), железнодорожное техническое училище (265 мальчиков и 50 девочек) и школа для слепых (8 мальчиков и 6 девочек); оба последних в Ревеле. Общеобразовательных училищ, кроме поименованных, 656, с 26 694 учащимися (14 445 мальчиков и 12 249 девочек), из них в Ревеле 60, с 4794 учащимися, в др. городах 24, с 1610 учащимися, и в уездах 572, с 20 290 учащимися; собственно первоначальных (народных) школ 576, с 21 095 учащимися (11 608 мальчиков и 9487 девочек), из них в Ревеле 6 школ, с 555 учащимися, в др. городах 4, с 322 учащимися, и в уездах 566, с 20 218 учащимися; из последних 504 сельские школы, с 18 815 учащимися. Грамотность развита; по данным переписи 1881 г. в Эстляндской губернии безграмотных было 6,1 % (8,1 % среди мужчин и 4,2 % среди женщин); менее всего безграмотных было среди немцев — 0,9 %, затем среди эстов — 4,3 %, более всего среди русских — 32,3 %. Среди принятых на службу новобранцев безграмотные составляли: в 1900 г. — 6,8 %, в 1901 г. — 1,3 %, в 1902 г. — 6,0 %.
Обществ учёных и художественных 15; из них самое значительное — «Эстляндское литературное общество» в Ревеле (492 члена), при нём «Эстляндский музей» с богатым собранием древностей, монет, медалей, картин, скульптур и предметов по этнографии и естественноисторических. Периодических изданий 11 (в Ревеле 10 и в городе Везенберге 1), ежедневных 3, еженедельных 6, ежемесячных 1. На русском языке 2, на немецком 3, на эстонском 6. Мест торговли книгами и библиотек для чтения 72 (в Ревеле 29, в др. городах 15, в селениях 28). Типографий 19, литографий 4, типо-литографий 2, всего 25, из них 18 — в Ревеле.

## Окладные сборы
К началу 1902 г. в недоимке состояло 36183 руб.; в течение года подлежало к поступлению: государственного поземельного налога — 53347 руб., налога на городскую недвижимость — 78000 руб., государственного квартирного налога — 23385 руб., выкупных платежей с бывших государственных крестьян — 5451 руб. и по ведомству министерства земледелия и государственных имуществ — 8674 руб., всего 168866 руб.; в действительности поступило 181479 руб.; за некоторыми начислениями и исключениями к началу 1903 г. по окладным сборам на Эстляндской губернии оставалось в недоимке 25816 руб.

## Городские доходы и расходы (1902 г.)
По 5 городам Эстляндской губернии доходов поступило 613 125 руб. (из них по городу Ревелю — 540 306 руб.); главнейшие статьи доходов: экстренные (от казны, земские сборы, доходы от капиталов и др.) — 31 %, косвенные налоги — 19 %, с городских имуществ и оброчных статей — 20 %, сборы с частных недвижимых имуществ — 14 %, с промышленников — 11 %. Общая сумма расходов всех городов — 606 743 руб. (из них города Ревеля — 542 642 руб.); главнейшие расходы: по городскому управлению — 26 % (в том числе почти половина на содержание полиции), благоустройство — 16 %, квартирная повинность — 12 %, благотворительные и др. общественные учреждения — 23 %, уплата долгов (по городам Ревель и Гапсаль) — 11 %. Акцизные сборы в 1902 г. дали 1 350 164 руб., из них собственно с вина и спирта — 1 161 000 руб. Заводов, подлежащих акцизу, 211 (винокуренных — 178), мест продажи питей и табака — 2316 (табачных лавок — 1861). Натуральные повинности, за исключением воинской (в 1902 г. принято в войска 962 человека), отбываются по особым положениям и правилам; как назначение, так и распределение этих повинностей предоставлено дворянству и совершается под непосредственным его контролем.

## Население
По окончательному подсчёту переписи 1897 года в Эстляндской губернии было 412 716 жителей, в том числе в городах — 77 081; из городов только губернский город Ревель имеет 64 572 жителя, в остальных их не более 6 тыс. в каждом. Эстонцев, коренных жителей края, 361 959; кроме того в губернии живут: русские — 14 899 (в городе Ревеле и в уезде Везенбергском), немцы — 27 037 (в городах — 11 712), шведы — 5768 (в Гапсальском уезде) и др. Около 90 % всего населения принадлежат к лютеранскому исповеданию, 9 % — к православию, остальные 1 % — евреи и др. По данным центрального статистического комитета, в Эстляндской губернии в 1905 г. насчитывалось 449 400 жителей, из них 81 100 — в городах. Эстляндская губерния в 1905—1906 гг. сильно пострадала от политических и аграрных волнений и связанных с ними карательных экспедиций.

## Комментарии
1. ↑  Постановление Временного правительства было введено в действие 22 июня (5 июля) 1917 года.

## Источник
- Эстляндская губерния // Энциклопедический словарь Брокгауза и Ефрона : в 86 т. (82 т. и 4 доп.). — СПб., 1890—1907.

## Карты
| Сборный лист военно топографической карты Эстляндской губернии Масштаб: 3 версты в дюйме (1 см-1260м). | Сборный лист военно топографической карты Эстляндской губернии Масштаб: 3 версты в дюйме (1 см-1260м). | Сборный лист военно топографической карты Эстляндской губернии Масштаб: 3 версты в дюйме (1 см-1260м). | Сборный лист военно топографической карты Эстляндской губернии Масштаб: 3 версты в дюйме (1 см-1260м). | Сборный лист военно топографической карты Эстляндской губернии Масштаб: 3 версты в дюйме (1 см-1260м). | Сборный лист военно топографической карты Эстляндской губернии Масштаб: 3 версты в дюйме (1 см-1260м). | Сборный лист военно топографической карты Эстляндской губернии Масштаб: 3 версты в дюйме (1 см-1260м). | Сборный лист военно топографической карты Эстляндской губернии Масштаб: 3 версты в дюйме (1 см-1260м). | Сборный лист военно топографической карты Эстляндской губернии Масштаб: 3 версты в дюйме (1 см-1260м). | Сборный лист военно топографической карты Эстляндской губернии Масштаб: 3 версты в дюйме (1 см-1260м). | Сборный лист военно топографической карты Эстляндской губернии Масштаб: 3 версты в дюйме (1 см-1260м). | Сборный лист военно топографической карты Эстляндской губернии Масштаб: 3 версты в дюйме (1 см-1260м). | Сборный лист военно топографической карты Эстляндской губернии Масштаб: 3 версты в дюйме (1 см-1260м). |
| --- | --- | --- | --- | --- | --- | --- | --- | --- | --- | --- | --- | --- |
| (При нажатии на необходимый лист будет осуществлён переход на соответствующую карту.)                  | | | | | | | | | | | | |

- Карта Эстляндской губернии (1820 г). «Географический атлас Российской империи, Царства Польского и Великого Княжества Финляндского»
- Карта Эстляндской губернии из «Атласа» А. А. Ильина 1876 года (просмотр на движке Google на сайте runivers.ru)
- Губерния на трехверстной военно-топографической карте Европейской России. (автоматизированный просмотр с современными картами и космическими снимками)